# Nicholas Braun
Nicholas Joseph Braun, född 1 maj 1988 i Long Island, New York, är en amerikansk skådespelare.

## Filmografi

### Film
- Walter and Henry (2001) som Henry
- Carry Me Home (2004) som Zeeke
- Sky High (2005) som Zach Braun / Zack Attack
- Minutemen (2008) som Zeke Thompson
- Projekt Prinsessa (2009) som Ed
- Love At First Hiccup (2009) som Ernie
- Chalet girl (2011) som
- The Perks of Being a Wallflower (2012) som Ponytail Derek
- 2024 – Saturday Night som Andy Kaufman/Jim Henson
- 2025 – Splitsville
- 2026 – The Entertainment System is Down

### Television
- Law & Order: Special Victims Unit som Kid (2002, ett avsnitt)
- Without a Trace (TV-serie) som Zander Marrs (2006, ett avsnitt)
- Shark (TV-serie) som Craig (2007, ett avsnitt)
- Cold Case (TV-series) som Snow (2008, ett avsnitt)
- 2018–2023 – Succession (TV-serie)